# 雅龙江风毛菊
雅龙江风毛菊（学名：Saussurea hultenii）为菊科风毛菊属下的一个种。

## 扩展阅读
- 維基物種上的相關：雅龙江风毛菊